# روبرت دبليو كلور
روبرت واين كلور (13 فبراير 1926 – 2 مايو 2011) كان اقتصاديًا أمريكيًا، يُنسب إليه الفضل على نطاق واسع في تأسيس مجال تحليل تدفق المخزون في الاقتصاد، كما كان رائدًا في تطوير الأسس الدقيقة للنظرية النقدية والاقتصاد الكلي.

## الإسهامات الرئيسية
يُنسب إلى كلور الفضل في إنشاء مجال تحليل تدفق المخزون في علم الاقتصاد إلى حد كبير.
في أوراق بحثية تأسيسية تبنّت مواقف منهجية قوية وحددت مسارًا للبحوث اللاحقة، قام كلور بصياغة رسمية وإعادة صياغة لما يلي:
- أعاد كلور صياغة النظرية الكينزية باعتبارها تحليلًا لعدم التوازن، على النقيض من نظرية التوازن العام التقليدية، مما أدى إلى تعميم (أو رفض) قانون والراس والنظرية القياسية للأسعار. ولتحقيق هذه الغاية، اقترح ما يُعرف بـ "فرضية القرار المزدوج"، التي تنص على أن كميات المعاملات المحققة تؤثر في التعديلات على الناتج عندما لا يكون الاقتصاد في حالة توازن عند التوظيف الكامل، لكنها لا تؤثر عندما يكون في حالة توازن توظيف كامل. وقد رأى كلور أن هذا كان ضمنيًا في عمل كينز لتوضيح أن توازن التوظيف الكامل ليس إلا حالة خاصة. وتُفضي هذه القيود الكمية إلى إدخال لاخطيات تُعقّد من الاستقرار الديناميكي للنظام الاقتصادي عند توازن التوظيف الكامل، وتستدعي التمييز بين الطلب الاسمي (النظري) والطلب الفعلي.[2]
- كما أعاد كلور صياغة النظرية النقدية بحيث تُدرج بشكل صريح الفرق بين اقتصاد نقدي واقتصاد مقايضة، مشيرًا إلى أنه "وعلى النقيض تمامًا من النظرية الاقتصادية الجزئية التقليدية، تلعب السلع النقدية دورًا محوريًا وفريدًا في تشكيل قوى الطلب الزائد السائدة". وفي هذا السياق، قدم ما يُعرف اليوم باسم "قيد الدفع النقدي المسبق"، والذي يُشار إليه غالبًا باسم "قيد كلور" (Clower Constraint).[3]

## النشأة والمسار المهني
نشأ روبرت كلور في مدينة بولمان بولاية واشنطن، حيث وُلد في 13 فبراير 1926. كان والده، ف. و. كلور، أستاذًا في الاقتصاد في كلية ولاية واشنطن. بعد تخرجه من المدرسة الثانوية، التحق بالجيش وخدم لمدة واحد وثلاثين شهرًا، قبل أن يعود إلى الولايات المتحدة في صيف عام 1946 ويلتحق بجامعة ولاية واشنطن.
حصل كلور على درجة البكالوريوس في الاقتصاد من الجامعة نفسها عام 1948 مع مرتبة الشرف العالية. عندما مرض والده في نفس العام، تم اختياره لتدريس بعض الدروس التي كان والده يقوم بها، وهو ما كان مستعدًا له بعد قراءات مكثفة أعدها سابقًا أثناء دراسته. عقب وفاة والده، تمت ترقيته إلى رتبة أستاذ مشارك لاستكمال الفصل الدراسي، ثم نُقل إلى مرتبة محاضر في الفصل الدراسي التالي. حصل كلور بعد ذلك على درجة الماجستير في الاقتصاد من جامعة ولاية واشنطن عام 1949.
تابع كلور دراسته العليا كطالب رودس في جامعة أكسفورد. هناك، درس تحت إشراف العالم الاقتصادي جون ر. هيكس وحصل على درجة بكالوريوس الأدب (B.Litt.) عام 1952. وبعد مراجعة لاحقة، مُنح درجة دكتوراه في الأدب (Doctor of Letters) في عام 1978.
شغل روبرت كلور عدة مناصب أكاديمية وإدارية بارزة في مجال الاقتصاد، من بينها:
- كلية ولاية واشنطن (لاحقًا، جامعة)، 1952-1957
- جامعة البنجاب، لاهور، غرب باكستان، 1954-1956
- جامعة نورث وسترن، 1958-1971، ورئيس قسم أيضًا، 1958-1965
- مدير المسح الاقتصادي لليبيريا، 1961-1962.[6]
- كلية ماكيريري، كمبالا، أوغندا، 1965، صيف
- جامعة إسيكس 1965-1966، 1968-1969، وكان الأخير أيضًا عميدًا لكلية الدراسات الاجتماعية
- جامعة كاليفورنيا، 1971-1986، أستاذ فخري ، 1987-2011
- جامعة ولاية واشنطن، 1978-1980، أستاذ مساعد
- جامعة كارولينا الجنوبية، 1986-2001؛ أستاذ فخري متميز، 2001-.[7][8]

وتشمل المسؤوليات الأخرى ما يلي:
- رئيس تحرير مجلة إيكونوميك إنكويري ، 1973-1979
- محرر، مجلة المراجعة الاقتصادية الأمريكية ، 1981-1985
- رئيس الجمعية الاقتصادية الغربية، 1987.
- رئيس الجمعية الاقتصادية الجنوبية، 1992-1993.[9]

كان روبرت كلور عضوًا في جمعية الاقتصاد القياسي (Econometric Society).  توفي في عام 2011 في كولومبيا بولاية ساوث كارولينا.

## مختارات من منشورات روبرت واين كلور
- 1954a. "تحقيق في ديناميات الاستثمار"، المراجعة الاقتصادية الأمريكية (American Economic Review) ، المجلد 44(1) ، الصفحات 64-81.
- 1954b. "تحديد الأسعار في اقتصاد التدفقات والمخزونات"، بالمشاركة مع دابليو. بوشاو، إيكونومتريكا (Econometrica)، المجلد 22(3) ، الصفحات 328-343.
- 1957.مقدمة في الاقتصاد الرياضي، بالمشاركة مع دابليو. بوشاو. روابط الفصول والصفحات عبر هاثي تراست.
- 1960. "عن ثبات الطلب على النقود والأصول الأخرى"، بالمشاركة مع إم. إل. بورشتاين، دراسة مراجعة الاقتصاد (Review of Economic Studies), المجلد 28(1) ، الصفحات 32-36.
- 1964. "تاريخ النقود والاقتصاد الإيجابي"، مجلة التاريخ الاقتصادي (Journal of Economic History), المجلد 24(3) ، الصفحات 364-380.
- 1965. "الثورة المضادة الكينزية: تقييم نظري"، في ف.هـ. هان وف.ب.ر. بريشلينغ، محرران، نظرية أسعار الفائدة، ماكميلان. أُعيد نشرها في كتاب كلور 1987، الصفحات 34-58
- 1966.النمو دون تنمية: دراسة اقتصادية لليبيريا، بالمشاركة مع جورج دالتون، ميتشل هارفيتز، وألان أ. والترز. مقتطفات المراجعة 1 و2.
- 1967. "إعادة النظر في الأسس الدقيقة للنظرية النقدية"، مجلة الاقتصاد الغربي (Western Economic Journal), المجلد 6(1) ، الصفحات 1-8.
- 1968. "تحليل المخزون والتدفق"، الموسوعة الدولية للعلوم الاجتماعية، المجلد 12.
- 1969a. محرر، نظرية النقود: قراءات مختارة، هاموندزورث، بنغوين.
- 1969b. "ما لم تكن عليه النظرية النقدية التقليدية"، المجلة الكندية للاقتصاد، المجلد 2(2) ، الصفحات 299-302.
- 1964. "مبدأ ساي: ما يعنيه وما لا يعنيه"، بالمشاركة مع أكسل ليجونهوفود، المراجعة الاقتصادية الإقليمية.
- 1975a. "تأملات حول الحيرة الكينزية"، مجلة الاقتصاد، المجلد 35(1) ، الصفحات 1-25.
- 1975b. "تنسيق الأنشطة الاقتصادية: منظور كينزي"، بالمشاركة مع أكسل ليجونهوفود، المراجعة الاقتصادية الأمريكية، المجلد 65(2) ، الصفحات 182-188.
- "تشريح النظرية النقدية"، المراجعة الاقتصادية الأمريكية، المجلد 67(1) ، الصفحات 206-212. نسخة أولية.
- 1978."نظرية المعاملات في الطلب على النقود: إعادة نظر"، بالمشاركة مع بيتر هوويت (اقتصادي), المجلد 86(3) ، الصفحات 449-466.
- 1987.النقود والأسواق، محرر: د. أ. ووكر، كامبريدج. وصف ومعاينة الفصول هنا. مراجعة مقتطفة من ديفيد لايدلر.
- 1988. "أفكار الاقتصاديين"، في أ. كلامر، د. إن. ماكلوسكي، وآر. إم. سولو، محررون، عواقب الخطاب الاقتصادي، كامبريدج، الصفحات 85-98.
- 1989."كيف يفكر الاقتصاديون"، مراجعة الأعمال والاقتصاد، المجلد 36(1) ، الصفحات 9–17. أعيد نشرها في 1995c.
- 1989."الاقتصاد كعلم استقرائي"، المجلة الاقتصادية الجنوبية، المجلد 60(4) ، الصفحات 805-814. الخطاب الرئاسي، الجمعية الاقتصادية الجنوبية.
- 1995a. "الأسس البديهية في الاقتصاد"، المجلة الاقتصادية الجنوبية، المجلد 62(2) ، الصفحات 307-319.
- 1995b. "عن أصل التبادل النقدي"، الاستفسار الاقتصادي، المجلد 33(4) ، الصفحات 525–536. الملخص ونسخة.
- 1995c. العقيدة والمنهج الاقتصادي: أوراق مختارة لروبرت كلور، إدوارد إلغار للنشر. الوصف.
- 1996."أخذ الأسواق على محمل الجد: تمهيد لاقتصاد ما بعد والراسي"، بالمشاركة مع بيتر هوويت، في ديفيد كولاندر، محرر، ما وراء الأسس الصغروية، الصفحات 21-37.
- 1999.ظهور التنظيم الاقتصادي – بالمشاركة مع بيتر هوويت (اقتصادي)[12]
- 1999."روبرت دبليو. كلور"، في بريان سنودون وهوارد ر. فين، حوارات مع اقتصاديين بارزين: تفسير الاقتصاد الكلي الحديث، الفصل 6، الصفحات 177-191.
- 2000 "ظهور التنظيم الاقتصادي"، بالمشاركة مع بيتر هوويت (اقتصادي), مجلة سلوك وتنظيم الاقتصاد، المجلد 41(1) ، الصفحات 55-84.

## الملاحظات
1. ↑  • Donald A.Walker, 1984. Money and Markets, Preface, p. x.
   • Robert W. Clower, 1954a. "An Investigation into the Dynamics of Investment," American Economic Review. 44(l), pp. 64-81.

   • _____, 1954b. "Price Determination in a Stock-Flow Economy" with D. W. Bushaw, Econometrica 22(3), pp. 328-343.

   • _____, 1957. Introduction to Mathematical Economics, Ch. 3-6. "Section" & arrow-searchable page links.
   • _____, 1968. "Stock-flow analysis," International Encyclopedia of the Social Sciences, v. 12. نسخة محفوظة 2023-05-13 على موقع واي باك مشين.
2. ↑  • Robert W. Clower, 1965. "The Keynesian Counter-Revolution: A Theoretical Appraisal," in F.H. Hahn and F.P.R. Brechling, ed., The Theory of Interest Rates. Macmillan. Reprinted in Clower, 1987, Money and Markets, pp. 34-58.
   • Herschel I. Grossman, 1971. "Money, Interest, and Prices in Market Disequilibrium," Journal of Political Economy,79(5), pp. 943-961.

   •Avinash Dixit, 1978. "The Balance of Trade in a Model of Temporary Equilibrium with Rationing," Review of Economic Studies, 45(3), pp. 393-404. نسخة محفوظة 2025-02-23 على موقع واي باك مشين.
3. ↑  • Robert Clower, 1967. "A Reconsideration of the Microfoundations of Monetary Theory," Western Economic Journal, 6(1), p. 8. pp. 1-8 (press +)].

   • _____, 1964. "Monetary History and Positive Economics," Journal of Economic History, 24(3), pp. 364-380.

   • _____, 1969b. "What Traditional Monetary Theory Really Wasn't," Canadian Journal of Economics. 2(2), pp. 299-302.

   • Joseph M. Ostroy, 1992. "Money and General Equilibrium Theory," sect. 2, Transaction Costs, The New Palgrave Dictionary of Money and Finance.

   • Nobuhiro Kiyotaki and Randall Wright, 1993. "A Search-Theoretic Approach to Monetary Economics," American Economic Review, 83(1), pp. 63-77[وصلة مكسورة] (press +).

   • Robert W. Clower, 1987. Money and Markets. Cambridge. Description and chapter-preview links. Review extract of David Laidler.

   • _____,1994. "Economics as an Inductive Science," Southern Economic Journal, 60(4), pp. 805-814 (press +). Presidential address, SEA.

   • _____, 1995a. "Axiomatics in Economics," Southern Economic Journal, 62(2), pp. 307-319 (press +).

   • _____ 1995b, "On the Origin of Monetary Exchange," Economic Inquiry, 33(4), pp. 525-36. Abstract and reprint.
   • _____, 1995c. Economic Doctrine and Method: Selected Papers of R.W. Clower, Edward Elgar Publishing. Description.
   • _____, 1996. "Taking Markets Seriously: Groundwork for a Post-Walrasian Macroeconomics", with P.W. Howitt, in David Colander, ed., Beyond Microfoundations, pp. 21-37.
   • Peter Howitt, Elisabetta de Antoni, and Axel Leijonhufvud, ed., 1999. Money, Markets and Method: Essays in Honour of Robert W. Clower, Edward Elgar. Description.
4. ↑  The Bachelor of Letters degree at Oxford was retitled Master of Letters in 1978.
5. ↑  Snowdon, Brian; Vane, Howard R. (1999). Conversations with Leading Economists: Interpreting Modern Macroeconomics. Cheltenham: Edward Elgar. ISBN 978-1-84064-149-3.
6. ↑  Robert W. Clower, George Dalton, Mitchell Harwitz, and Alan A. Walters, 1966. Growth without Development: An Economic Survey of Liberia. Review extracts 1 & 2.
7. ↑  "College of Business Administration - University of South Carolina". University of South Carolina. https://www.sc.edu. Retrieved 2025-06-17. نسخة محفوظة 2025-06-15 على موقع واي باك مشين.
8. ↑  Snowdon, Brian; Vane, Howard R. (2002). An Encyclopedia of Macroeconomics. Cheltenham: Edward Elgar. ISBN 978-1-84542-180-9.
9. ↑  "Making sure you're not a bot!". Duke University Archives. https://archives.lib.duke.edu. Retrieved 2025-06-17. نسخة محفوظة 2025-06-01 على موقع واي باك مشين.
10. ↑  The Econometric Society: Fellows of the Econometric Society نسخة محفوظة 2008-12-10 على موقع واي باك مشين..
11. ↑  "Robert Clower Obituary (2011) - Columbia, SC - The State". Legacy.com. Retrieved 2025-06-17.
12. ↑  "The Emergence of Economic Organization" (PDF). www.clevelandfed.org. مؤرشف من الأصل (PDF) في 2014-08-21. اطلع عليه بتاريخ 2014-03-12.

## روابط خارجية
- روبرت كلور من موقع تاريخ الفكر الاقتصادي للمدرسة الجديدة .